# Hoya patella
Hoya patella är en oleanderväxtart som beskrevs av Rudolf Schlechter. Hoya patella ingår i släktet Hoya och familjen oleanderväxter. Inga underarter finns listade i Catalogue of Life.